# Пейли, Уильям
Уильям Пейли (англ. William Paley; июль 1743 — 25 мая 1805) — английский философ, апологет христианства, отстаивавший разумный замысел в природе.
Родился в Питерборо, учился в Гигглсвикской школе, директором которой был его отец, и в колледже Христа в Кембридже, который окончил в 1763 году и преподавать в котором начал с 1768 года.
Пейли выступал против рабства и выступал за тюремную реформу, а как философ был утилитаристом, полагая, что люди действуют морально, чтобы повысить свой общий уровень счастья. В 1776 году Пейли женился на Джейн Хьюитт, с которой у него было восемь детей.
В 1776 году Пейли был представлен приходскому священнику Масгрейва в Уэстморленде, а вскоре после этого переехал в Эпплби. Впоследствии, в 1780 году, он был назначен викарием Далстона. В 1782 году он стал архидиаконом Карлайла.
Уильям Пейли умер 25 мая 1805 года и был похоронен в Карлайлском соборе со своими двумя женами. Его вторым сыном был архитектор Эдвард Грэм Пейли, а его внуком был ученый Фредерик Апторп Пейли.

## Философия
В своей работе «Естественная теология» (1802) утверждал, что подобно тому, как сложный часовой механизм предполагает существование часовщика, создавшего его, так и организованность и целесообразность, существующие в мире, подтверждают существование создавшего этот мир Бога.
В посвящении естественному богословию Пейли заявлял о систематическом единстве своих работ и аргументировал существование Бога. Он утверждал, что замысел Вселенной отражает и подразумевает дизайнера (создателя), который является Богом, и использовал образ часовщика для завершения иллюстрации. Пейли предлагал следующий мысленный эксперимент. Предположим, что человек, нашедший часы, через некоторое время обнаружит, что в дополнение ко всем свойствам, которые он до сих пор наблюдал в них, они обладают неожиданным свойством производить в ходе своего движения другие часы, подобные им самим; что часы содержали в себе механизм, систему деталей, например, пресс или сложную систему токарных станков, напильников и других инструментов, очевидно и отдельно рассчитанных для этой цели. Давайте зададимся вопросом, какое влияние должно было оказать такое открытие на его прежние воззрения такого человека. Пейли предполагал, что разума достаточно, чтобы ответить на многие аргументы христианства. Пейли занял позицию, противоположную деистам, в том, что откровение поддерживает выводы, сделанные из разума. В «Естественной теологии» Пейли с непревзойденным мастерством адаптировал аргументацию, с которой Джон Рей (1691), Дерхем (1711) и Бернард Ньювентит (1730) уже познакомили англичан. Обвинение в массовом плагиате в этой книге было выдвинуто против Пейли в Атенеуме в 1848 году. Пейли несколько раз ссылается на Ньювентита, который до него использовал знаменитую иллюстрацию часов.

## Работы
- Принципы морали и политической философии / The Principles of Moral and Political Philosophy (1785)
- Horae Paulinae, or the Truth of the Scripture History of St Paul (1790)
- Обзор христианских свидетельств / View of the Evidences of Christianity (1794)
- Естественная теология / Natural Theology: or, Evidences of the Existence and Attributes of the Deity (12th ed.), London: J. Faulder (1802)